# On the Threshold of a Dream
On the Threshold of a Dream es el cuarto álbum de estudio por la banda británica The Moody Blues, publicado el 25 de abril de 1969 en el Reino Unido y el 30 de mayo de 1969 en los Estados Unidos a través de Deram Records.

## Lanzamiento y recepción
On the Threshold of a Dream fue publicado el 25 de abril de 1969. El álbum se convirtió en un éxito comercial, alcanzando el puesto #1 en el Reino Unido durante 5 semanas. También alcanzó el número 20 en el Billboard 200 de los Estados Unidos. La canción «Never Comes the Day» fue publicada como el primer y único sencillo del álbum junto con «So Deep Within You» como lado B el 2 de abril de 1969.
En octubre de 2008, el álbum fue reeditado y remasterizado en CD con 9 bonus tracks.

## Lista de canciones
| Lado uno |                      |                |          |  |
| N.º      | Título               | Escritor(es)   | Duración |  |
| 1.       | «In the Beginning»   | Graeme Edge    | 2:08     |  |
| 2.       | «Lovely to See You»  | Justin Hayward | 2:34     |  |
| 3.       | «Dear Diary»         | Ray Thomas     | 3:56     |  |
| 4.       | «Send Me No Wine»    | John Lodge     | 2:20     |  |
| 5.       | «To Share Our Love»  | Lodge          | 2:54     |  |
| 6.       | «So Deep Within You» | Mike Pinder    | 3:07     |  |

| Lado dos |                                |                 |          |  |
| N.º      | Título                         | Escritor(es)    | Duración |  |
| 1.       | «Never Comes the Day»          | Hayward         | 4:43     |  |
| 2.       | «Lazy Day»                     | Thomas          | 2:43     |  |
| 3.       | «Are You Sitting Comfortably?» | Hayward, Thomas | 3:29     |  |
| 4.       | «The Dream»                    | Edge            | 0:58     |  |
| 5.       | «Have You Heard (Part. I)»     | Pinder          | 1:28     |  |
| 6.       | «The Voyage»                   | Pinder          | 4:11     |  |
| 7.       | «Have You Heard (Part. II)»    | Pinder          | 2:27     |  |

## Créditos
Créditos adaptados desde las notas del álbum.
The Moody Blues
- Justin Hayward – voz principal y coros (1, 2, 4, 7–9), guitarras, violonchelo, Mellotron (7)[14]
- John Lodge – voz principal y coros (4, 5), bajo eléctrico, violonchelo, contrabajo
- Ray Thomas – voz principal y coros (3, 4, 8)
- Graeme Edge – voz principal y coros (1), batería, percusión, sintetizador VCS3
- Mike Pinder – voz principal y coros (1, 4–6, 10, 11, 13), Mellotron, órgano Hammond, piano, violonchelo

Músicos adicionales
- Pete Jackson – triángulo

Personal técnico
- Tony Clarke – productor
- Lionel Bart, David Symonds – notas del álbum

Diseño
- Phil Travers – diseño de portada

## Posicionamiento
| Gráficas (1969)                         | Pico de posición |
| --------------------------------------- | ---------------- |
| Alemania (GfK Entertainment)            | 37               |
| Canadá (RPM Top Albums)                 | 26               |
| Estados Unidos (Billboard 200)          | 20               |
| Noruega (VG-lista)                      | 12               |
| Países Bajos (MegaCharts Album Top 100) | 11               |
| Reino Unido (UK Albums Chart)           | 1                |

## Certificaciones y ventas
| País                  | Certificación | Ventas     |
| --------------------- | ------------- | ---------- |
| Reino Unido (BPI)     | Plata         | 60,000^    |
| Canadá (Music Canada) | Platino       | 80,000^    |
| Estados Unidos (RIAA) | Platino       | 1,000,000^ |